# Guillermo Cruz
Guillermo Cruz – kubański zapaśnik w stylu klasycznym. Dziewiąty na mistrzostwach świata w 1987. Złoto na igrzyskach w 1987 i na mistrzostwach panamerykańskich w latach 1986-1988. Triumfator Igrzysk Ameryki Środkowej i Karaibów w 1986 i 1990. Trzeci w Pucharze Świata w 1985, 1986 i 1988. Mistrz Ameryki Centralnej w 1990 roku.